# 宿町 (豊川市)
宿町（しゅくちょう）は、愛知県豊川市の地名。

## 地理

### 河川・池沼
- 佐奈川

### 字一覧
- 青木（あおき）
- 荒古（あらこ）
- 金山（かなやま）
- 楠（くすのき）
- 光道寺（こうどうじ）
- 古十王（こじゅうおう）
- 小山（こやま）
- 権平（ごんべい）
- 坂地（さかち）
- 佐平山（さへいやま）
- 長者松（ちょうじゃまつ）
- 寺前（てらまえ）
- 中島（なかじま）
- 中島前（なかじままえ）
- 中道（なかみち）
- 野川（のがわ）
- 白山（はくさん）
- 水入（みずいり）
- 宮脇（みやわき）
- 弥重（やじゅう）

### 交通
- 国道1号
- 愛知県道384号小坂井御津線
- 愛知県道495号宿谷川線
- 飯田線

### 施設
- 太田屋製菓
- サンビシ
- やよい公園
- 佐平山公園(佐平山側)

## 歴史

### 沿革
- 2010年（平成18年）2月1日 - 宝飯郡小坂井町大字宿が、合併に伴い豊川市宿町となる[WEB 6]。

### 人口の変遷
国勢調査による人口および世帯数の推移。
| 1995年（平成7年）  | 523世帯 1713人 |  |
| 2000年（平成12年） | 633世帯 1947人 |  |
| 2005年（平成17年） | 776世帯 2175人 |  |
| 2010年（平成22年） | 727世帯 2068人 |  |
| 2015年（平成27年） | 721世帯 2029人 |  |
| 2020年（令和2年）  | 775世帯 2133人 |  |

### WEB
1. ↑  “愛知県豊川市の町丁・字一覧”.   人口統計ラボ. 2024年5月1日閲覧。
2. 1 2  総務省統計局 (2022年2月10日). “令和2年国勢調査の調査結果(e-Stat) - 男女別人口，外国人人口及び世帯数－町丁・字等” (CSV). 2023年8月2日閲覧。
3. ↑  “読み仮名データの促音・拗音を小書きで表記するもの(zip形式) 愛知県” (zip).   日本郵便 (2024年2月29日). 2024年3月26日閲覧。
4. ↑  “市外局番の一覧” (PDF).   総務省 (2022年3月1日). 2022年3月22日閲覧。
5. ↑  “ナンバープレートについて”.   一般社団法人愛知県自動車会議所. 2024年1月21日閲覧。
6. ↑  “愛知県豊川市の郵便番号一覧”.   日本郵便. 2024年5月2日閲覧。
7. ↑  総務省統計局 (2014年3月28日). “平成7年国勢調査の調査結果(e-Stat) - 男女別人口及び世帯数 －町丁・字等” (CSV). 2021年7月20日閲覧。
8. ↑  総務省統計局 (2014年5月30日). “平成12年国勢調査の調査結果(e-Stat) - 男女別人口及び世帯数 －町丁・字等” (CSV). 2021年7月20日閲覧。
9. ↑  総務省統計局 (2014年6月27日). “平成17年国勢調査の調査結果(e-Stat) - 男女別人口及び世帯数 －町丁・字等” (CSV). 2021年7月21日閲覧。
10. ↑  総務省統計局 (2012年1月20日). “平成22年国勢調査の調査結果(e-Stat) - 男女別人口及び世帯数 －町丁・字等” (CSV). 2021年7月21日閲覧。
11. ↑  総務省統計局 (2017年1月27日). “平成27年国勢調査の調査結果(e-Stat) - 男女別人口及び世帯数 －町丁・字等” (CSV). 2021年7月21日閲覧。